# لودوک
لودوک (به انگلیسی: Leduc, Alberta) شهری در ایالت آلبرتا واقع در کشور کانادا است که مساحت آن ۳۶٫۹۷ کیلومتر مربع است و جمعیت آن در سرشماری سال ۲۰۰۶ میلادی، ۱۶٬۹۶۷ نفر بوده‌است. تراکم جمعیتی لودوک، ۴۵۹ نفر در هر کیلومتر مربع است.